# Преск-Айл (округ)
Преск-Айл или Преск-Ил (англ. Presque Isle County) — округ в штате Мичиган, США. Официально образован в 1840 году. По состоянию на 2010 год, численность населения составляла 13 376 человек.

## География
По данным Бюро переписи США, общая площадь округа равняется 6 664,077 км2, из которых 1 706,812 км2 суша и 4 957,265 км2 или 74,000 % это водоёмы.

## Население
По данным переписи населения 2000 года в округе проживает 14 411 жителей в составе 6 155 домашних хозяйств и 4 203 семей. Плотность населения составляет 8,00 человек на км2. На территории округа насчитывается 9 910 жилых строений, при плотности застройки около 6,00-ти строений на км2. Расовый состав населения: белые — 98,07 %, афроамериканцы — 0,26 %, коренные американцы (индейцы) — 0,59 %, азиаты — 0,16 %, гавайцы — 0,01 %, представители других рас — 0,09 %, представители двух или более рас — 0,82 %. Испаноязычные составляли 0,55 % населения независимо от расы.
В составе 24,50 % из общего числа домашних хозяйств проживают дети в возрасте до 18 лет, 58,80 % домашних хозяйств представляют собой супружеские пары проживающие вместе, 6,30 % домашних хозяйств представляют собой одиноких женщин без супруга, 31,70 % домашних хозяйств не имеют отношения к семьям, 28,40 % домашних хозяйств состоят из одного человека, 14,50 % домашних хозяйств состоят из престарелых (65 лет и старше), проживающих в одиночестве. Средний размер домашнего хозяйства составляет 2,31 человека, и средний размер семьи 2,80 человека.
Возрастной состав округа: 20,90 % моложе 18 лет, 6,50 % от 18 до 24, 22,40 % от 25 до 44, 27,80 % от 45 до 64 и 27,80 % от 65 и старше. Средний возраст жителя округа 45 лет. На каждые 100 женщин приходится 99,20 мужчин. На каждые 100 женщин старше 18 лет приходится 97,10 мужчин.
Средний доход на домохозяйство в округе составлял 31 656 USD, на семью — 37 426 USD. Среднестатистический заработок мужчины был 31 275 USD против 20 625 USD для женщины. Доход на душу населения составлял 17 363 USD. Около 6,80 % семей и 10,30 % общего населения находились ниже черты бедности, в том числе — 13,10 % молодежи (тех, кому ещё не исполнилось 18 лет) и 9,20 % тех, кому было уже больше 65 лет.